# Willem Jacob Luyten
Willem Jacob Luyten (* 7. März 1899 in Semarang, Niederländisch-Indien; † 21. November 1994 in Minneapolis) war ein niederländischer Astronom, der in den USA lebte und arbeitete. 
Er hatte maßgeblichen Anteil bei der Bestimmung der Masse-Leuchtkraft-Beziehung der Sterne, untersuchte die Eigenbewegung von Sternen, entdeckte viele Weiße Zwerge und einige der nächsten Nachbarsterne der Sonne, wie Luytens Stern. Er arbeitete am Lick-Observatorium und Harvard-College-Observatorium und lehrte an der University of Minnesota.

## Leben
Luytens Vorfahren stammen aus der französischen Provence. Der ursprüngliche Familienname Lutin geht auf Lautenspieler zurück, die im 14. Jahrhundert am Hof des Papstes in Avignon lebten und sich später in Burgund und schließlich den Niederlanden niederließen.
Luytens Eltern stammen aus Nordholland, waren jedoch nach die niederländische Kolonie Niederländisch-Indien (das heutige Indonesien) ausgewandert. Sein Vater war Französischlehrer an der Oberschule von Semarang, im Norden der Insel Java. Hier wurde Willem Jacob 1899 geboren. 1912 kehrte die Familie in die Niederlande zurück.
Luytens Interesse an der Astronomie erwuchs 1910, als der Halleysche Komet am Nachthimmel sichtbar wurde. Seine ersten Beobachtungen führte er 1912 auf Java durch. In den Niederlanden studierte er an den Universitäten von Amsterdam und Leiden. In Leiden war er der erste Student von Ejnar Hertzsprung. 1921 promovierte er, wobei sich seine Doktorarbeit auf die Auswertung der visuellen Beobachtung von 13.500 veränderlichen Sternen stützte, die er mit dem 6-Zoll (15 cm) Refraktor des Observatoriums von Leiden durchgeführt hatte. Während seiner Zeit in Leiden hatte er Kontakt zu Jacobus Kapteyn, Willem de Sitter, Paul Ehrenfest und Albert Einstein.
1921 ging Luyten in die USA, wo er zwei Jahre am Lick-Observatorium arbeitete. 1925 bot Harlow Shapley ihm eine Stelle am Harvard-College-Observatorium an. Luyten war sieben Jahre für Harvard tätig, wobei er die letzten beiden Jahre in Bloemfontein, Südafrika verbrachte. In Südafrika lernte er seine spätere Frau Willemina Miedema kennen, mit der er fast sechzig Jahre verheiratet war und drei Kinder hatte.
Obwohl sich Luyten für viele der Bereiche der Astronomie interessierte, galt sein besonderes Augenmerk den Größen und der Eigenbewegung der benachbarten Sterne der Sonne. Besonders auffällig erschien ihm der Umstand, der offensichtlich ungleichmäßigen Verteilung der Sterne. In der näheren Umgebung der Sonne (10 Parsec) existieren keine Roten Riesen und nur vier leuchtkräftige Sterne der Spektralklasse A, obwohl 99 % der mit bloßem Auge sichtbaren Sterne leuchtkräftiger als die Sonne sind. Er führte exakte Messungen von Eigenbewegungen durch, wobei er Hertzsprungs These weiterführte, wonach aus dem Maß der Eigenbewegung und der scheinbaren Helligkeit auf die absolute Helligkeit und damit auf die Entfernung geschlossen werden kann. Diese Methode ist zwar nicht so genau wie die Bestimmung der Parallaxe, aber bei einer Vielzahl von Sternen brauchbar. Er stellte fest, dass von den etwa 700 Sternen im Umkreis von 10 Parsec um die Sonne etwa 96 % leuchtschwächer als diese sind. Von 1925 an bestimmte Luyten selbst die Eigenbewegung von über 200.000 Sternen.
1927 wurde mit einer systematischen Durchmusterung des Himmels, der „Bruce Proper Motion Survey“, begonnen. Dazu wurden Fotoplatten ausgewertet, die zwischen 1896 und 1910 mit dem 60-cm-Refraktor (Bruce-Teleskop) von Arequipa, Peru, erstellt worden waren und den gesamten südlichen Himmel abbildeten. Auf über 1000 Platten, jeweils über drei Stunden belichtet, waren Sterne bis zur 17. Größenklasse sichtbar. Luyten fertigte von Bloemfontain aus über 300 Fotoplatten an, die er mittels Blinkkomparator mit den älteren Platten verglich. Dabei wurden 94.263 Sterne mit signifikanten Eigenbewegungen festgestellt. Die meisten waren heller als die 14. Größenklasse und zeigten Bewegungen bis zu 0,1 Bogensekunden pro Jahr. Die Auswertung nahm Jahrzehnte in Anspruch und der endgültige Sternkatalog erschien erst 1963.
Bei der Durchmusterung wurde eine Vielzahl von Weißen Zwergen entdeckt, die das Endstadium von relativ massearmen Sternen (wie unserer Sonne) darstellen. 1921 waren nur drei Weiße Zwerge bekannt, 1963 waren es mehrere hundert.
Luyten dehnte seine Untersuchungen auf den nördlichen Himmel aus. Da das Bruce-Teleskop aufgrund seines südlichen Standortes dafür ungeeignet war, initiierte er die „National Geographic/Palomar Observatory Sky Survey“, wobei er das 1,2-m-Schmidt-Teleskop des Mount Palomar-Observatoriums einsetzte. Anstelle der mühseligen Arbeit mit dem Blinkkomparator erfolgte die Auswertung maschinell, mittels eines speziellen Densitometers. Innerhalb weniger Jahre konnte hierdurch die Bewegung von mehr als 300.000 Sternen bestimmt werden.
1967 trat Luyten in den Ruhestand. Für sein Lebenswerk wurden ihm zahlreiche Ehrungen zuteil. 1925 wurde er in die American Academy of Arts and Sciences gewählt. 1968 erhielt er die Bruce Medal der Astronomical Society of the Pacific, 1970 wurde er in die National Academy of Sciences aufgenommen.
Der Asteroid (1964) Luyten wurde nach ihm benannt.